# Dinastia Mojmir
Dinastia Mojmir (în latină Moimarii, în cehă Mojmírovci) a fost o dinastie conducătoare a Moraviei Mari în secolul al IX-lea și începutul secolului al X-lea, al cărei nume provine de la Mojmir I, primul membru al familiei menționat de sursele istorice.
Familia a pierdut puterea în anul 906 sau 907 în timpul invaziei triburilor maghiare în Depresiunea Panonică. Există doar presupuneri legate de istoria familiei înainte de Mojmír I și după anul 907. Numele acestei dinastii conducătoare a Moraviei Mari este menționat pentru prima, dar și singura dată în sursele contemporane ei în „Scrisoare de plângere a episcopilor bavarezi” datată la mijlocul lunii iulie a anului 900.

## Membri cunoscuți
Primul membru cunoscut al familiei, Mojmir I, a folosit titlul de principe al Moraviei. Când Mojmir I l-a expulzat pe principele Pribina din Nitra, a devenit și Principe de Nitra. În timpul domniei lui Rastislav, principele de Nitra, Svatopluk I, a devenit regele Moraviei. Svatopluk și-a păstrat titlul de Principe de Nitra când a urcat pe tronul Moraviei și după moartea lui Bořivoj a devenit, de asemenea, Principe de Boemia. Fiul cel mare al lui Svatopluk, Mojmír al II-lea, a devenit cârmuitorul întregului imperiu morav (principele Boemiei în acea perioadă (894–915) era Spytihněv I din dinastia Přemyslid), iar Svatopluk al II-lea a devenit Principe de Nitra. Un posibil al treilea fiu al lui Svatopluk I, Predslav, a fost cel mai probabil Principe de Bratislava.
| Nume                | Titlu          | Perioada       | Note |
| ------------------- | -------------- | -------------- | --- |
| Mojmir I            | Principe       | c. 830 – 846   | Primul conducător cunoscut al Moraviei și probabil fondatorul dinastiei Mojmir                                                                                       |
| Rastislav           | Principe       | 846 – 870      | Nepotul lui Mojmir I; în 846, probabil după moartea lui Mojmír I, a fost instalat pe tronul Moraviei Mari de regele Ludovic Germanul al Franciei Răsăritene.         |
| Svatopluk I         | Principe, Rege | 870 – 894      | Nepotul lui Rastislav; cel mai important conducător al Moraviei (sursele din Evul Mediu îl numeau „rege”).                                                           |
| Slavomir            | Principe       | 871            | Un ecleziast înrudit cu Svatopluk I |
| Svatopluk I         | Principe       | 871 – 894      | Revenire pe tron |
| Mojmir al II-lea    | Principe       | 894 – după 901 | Fiul lui Svatopluk I |
| Svatopluk al II-lea | Principe       | 894 – 906      | Al doilea fiu al lui Svatopluk I, coregent al lui Mojmir al II-lea; după 906 sursele istorice nu îl mai menționează și de aceea se presupune că a murit în acest an. |

## Membri posibili
- Pribina - afiliere incertă la dinastie; a fost conducător al Principatului Nitra, conform unor opinii a fost doar înrudit cu Mojmír I;
- Kocel - afiliere incertă la dinastie; fiul lui Pribina;
- Bořivoj - conform unor opinii, a fost fiul lui Rastislav;
- Gorazd - conform unor opinii, fiul lui Rastislav;
- Predslav - posibil fiu al lui Svatopluk I.

Potrivit cronicarului Johann Turmair (1477 – 1534), un anume Vratislav, principe al Moraviei, probabil strămoș al lui Mojmír I, a cedat posesiunile sale din regiunea Pannonia regelui Carol cel Mare după succesul acestuia din 805 în lupta împotriva avarilor și a construit castelul Bratislava. Conform unei alte teorii, vechiul nume Pressburg (Bratislava de astăzi) este derivat de la Predeslausburg (în traducere Castelul Predeslav), un cneaz slav (c. 900).